# 第8師團 (日本陸軍)
第8師團（日语：／ Hohei Dai-hachi Shidan）是大日本帝國陸軍的一個步兵師團。其通稱號是杉兵團。 

## 歷史
第8師團在1898年10月1日編成，是第一次中日戰爭後成立的6個後備師圑之一，它的士兵主要來自日本东北地區，如青森縣、秋田縣和山形縣等。它的第一任指揮官是立見尚文將軍，是原仙台駐軍的司令員。
1902年1月，第8師團在八甲田山進行行軍訓練，發生悲劇性的八甲田雪中行軍遭難事件，其第5步兵團的210人中有199人凍死。著名作家新田次郎以此為原型創作了小説《八甲田山-死之徬徨》。
在日俄戰爭期間，第8師團参与了著名的黑溝台會戰和隨後的奉天會戰。從1910年起，它被分派到韓國駐守，亦參加了西伯利亞出兵。
在1931年的九一八事變之後，第8師團派出其第4混成旅團參加入侵滿洲的行動。其主力於1932年進入大陸，駐紮在滿洲並受關東軍指揮。在那裡，它參加了穩定新成立的滿洲國的行動。它的第32步兵團於1939年被轉移到新成立的第24師團。
1944年9月，第8師團被重新分配到菲律賓的由山下奉文大將指揮的第14方面軍之中，被部署在呂宋島和雷伊泰島。在雷伊泰島戰役和馬尼拉戰役中與菲律賓和美國聯合部隊交戰，幾乎全軍覆沒，作為一個行動單位已不復存在。
在歷史上第8師團有一些較值得注意的指揮官包括立見尚文、真崎甚三郎和前田利為。

## 組織
第8師團在1895年成立時是1個44制師 。			
第8師團
- 第4步兵旅團				
  - 第5步兵團
  - 第31步兵團
- 第16步兵旅團				
  - 第17步兵團
  - 第32步兵團
- 第8山地炮兵團
- 第8騎兵團
- 第8工兵團
- 第8運輸團

1939年該師團被重組成33制師
第8師團
- 第5步兵團 (青森)
- 第17步兵團 (秋田)
- 第31步兵團 (弘前)
- 第8炮兵團
- 第8偵察團
- 第8工兵團
- 第8運輸團